# Asajta
Asajta jest miastem w północno-wschodniej Etiopii, i przed rokiem 2007 było stolicą prowincji Afar w Etiopii. Położone w woredzie Afambo, o współrzędnych geograficznych 11°34′N 41°26′E/11,566667 41,433333, około 300 metrów n.p.m.
Asajta była niegdyś siedzibą Sułtanatu Assuańskiego. W roku 1964 poprowadzono połączenie telefoniczne z Kembolczy.
Według danych Centralnej Agencji Statystycznej w Etiopii, w roku 2005 miasto liczyło 22.718 mieszkańców, spośród których 12.722 stanowili mężczyźni, a 9.996 kobiety. Natomiast według spisu z roku 1994, miasto liczyło 15.475 mieszkańców.
Asajta zaopatrywana jest w wodę z rzeki Auasz.